# Jean Laroyenne
Jean Laroyenne (Lione, 6 marzo 1930 – Lione, 13 febbraio 2009) è stato uno schermidore francese, vincitore di una medaglia di bronzo nella scherma ai giochi olimpici.